# Wilbraham Ford
Pour les articles homonymes, voir Ford (homonymie).
Sir Wilbraham Tennyson Randle Ford, né le 19 janvier 1880 à Saint-Hélier (Jersey, îles Anglo-Normandes) et mort le 16 janvier 1964, est un amiral de la Royal Navy ayant assuré le commandement de la flotte australienne (Rear Admiral Commanding HM Australian Squadron) durant 2 ans, de 1934 à 1936 et le contre-amiral surintendant du chantier naval de Malte de 1940 à 1942.

## Carrière navale
Il est le fils du major CW Randle Ford. Il rejoint la Royal Navy en tant que cadet le 15 janvier 1894, est promu sous-lieutenant quelques années plus tard et lieutenant le 26 juin 1902. Promu capitaine, il commande le HMS Diligence du 1er septembre 1922 à août 1923 puis le HMS Calliope, un navire appartenant à la flotte de l'Atlantique du 23 octobre 1924à  janvier 1925. Affecté au navir accosté HMS President le 29 mars 1926 il devient directeur de l'éducation physique et des sports entre le 5 avril 1926 et mai 1926. Il est ensuite transféré comme commandant du navire de formation HMS Ganges, à Shotley  et capitaine en charge des quais de Harwich du 2 mai 1927 à juin 1928.
Il commande le HMS Royal Oak  dans le cadre de l'escadron méditerranéen entre le 8 mai 1929 et avril 1930. Il est promu au poste de commandant du HMS Dryad (Ecole de Navigation) entre le 20 juin 1930 et janvier 1932. Il était contre-amiral commandant l'escadron australien de Sa Majesté (Rear Admiral Commanding His Majesty's Australian Squadron) du 19 avril 1934 au 20 avril 1936. Il est nommé Compagnon de l'Ordre du Bain le 4 juin 1934.

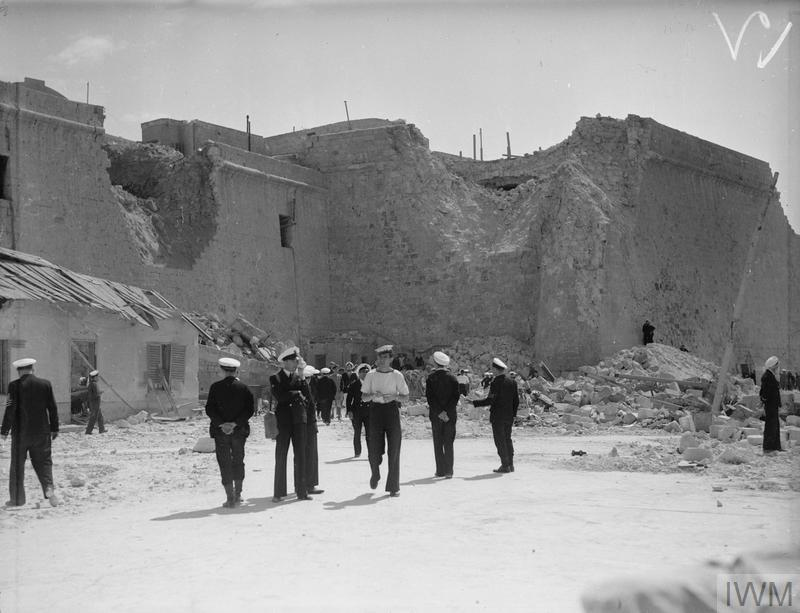
Le HMS St Angelo, QG de l'amiral Ford au Fort St Angelo de Grand Harbour, en avril 1942, après un bombardement italien.

Entre le 26 janvier 1937 et décembre 1941, il est vice-amiral en charge de Malte et contre-amiral surintendant du chantier naval de Malte avec son pavillon sur le HMS St Angelo. 
Ġużè Ellul Mercer, dans l'entrée du 27 octobre 1940 de son journal de guerre, décrit Wilbraham Ford en ces termes :
Sir Wilbraham T. Ford, qui au début de la guerre était amiral surintendant du chantier naval, a maintenant déménagé, avec plusieurs de ses bureaux navals, à Lascaris. C'est un grand homme, bâti comme un bastion, toujours inlassablement en mouvement. Et en plus, il n'est jamais grincheux ou lunatique comme la plupart des hauts gradés d'ici. Il porte un pantalon et une chemise kaki, sans rubans, médailles ou épaulettes, et des chaussures noires. Le voir passer fait penser à un ancien gendarme en vacances. Il est difficile de croire qu’il fait partie des trois principaux acteurs qui décideront du sort de Malte et de son peuple. De temps en temps, il sort de son bureau, situé près de mon lieu de travail, allume une cigarette, tire une bonne bière et se met à taquiner les concierges qui balayent ou travaillent dans la cour. Je l'ai vu cacher un balai ou un seau derrière une porte, puis faire comme s'il n'avait aucune idée de l'endroit où ils étaient passés lorsqu'un concierge venait les chercher. Et après chacune de ses farces, il éclatait de rire comme un gamin sans soucis. Partout où on le rencontre, il se moque de quelqu'un, répète une phrase idiote en maltais ou taquine les ouvriers subalternes. Il garde ses manches de chemise retroussées, révélant une paire de bras fortement tatoués. Il est aussi dur et strict avec les officiers anglais qui travaillent sous ses ordres qu'il est gentil et doux avec ses subordonnés. C'était terrifiant de l'entendre réprimander un commandant pour une infraction mineure – le pauvre officier aurait pu mourir de honte. Tant que l’Angleterre aura à ses commandes des gens comme Sir Wilbraham Ford, elle pourra encore gagner une guerre qui, aujourd’hui, me paraît perdue.
Transféré comme commandant en chef du chantier naval de Rosyth en Écosse avec son pavillon sur le HMS Cochrane entre le 1er juin 1942 et 1944, il prend sa retraite de la Royal Navy en 1946 et meurt le 16 janvier 1964.

## Distinctions
- Knight Commander of the Order of the Bath (OStJ) (21 juin 1938)
- Knight of the Order of the British Empire (KBE) (11 juillet 1940)
- Knight Commander of the Order of the Bath (KCB) (1er janvier 1942)[3]